# Stenaspidius nigricornis
Stenaspidius nigricornis is een keversoort uit de familie cognackevers (Bolboceratidae). De wetenschappelijke naam van de soort werd in 1848 gepubliceerd door John Obadiah Westwood.